# DFB-Pokal 1980-1981
La DFB-Pokal 1980-1981 fu la 38ª edizione della competizione. In finale il Kaiserslautern fu sconfitto dall'Eintracht Frankfurt (3-1), che conquistò il trofeo per la terza volta. Prima della sconfitta ai quarti di finale, l'Amburgo conquistò il record di reti segnate nella competizione: 36.

## Primo turno
| Squadra 1               | Risultato   | Squadra 2             |
| ----------------------- | ----------- | --------------------- |
| 27.08.1980              |             |                       |
| Bayern Monaco           | 2 - 0       | Arminia Bielefeld     |
| 29.08.1980              |             |                       |
| Stoccarda II            | 2 - 5 (dts) | Borussia Dortmund     |
| Hannover 96             | 8 - 1       | Borussia Hannover     |
| Duisburg                | 9 - 0       | Wacker 04 Berlino     |
| Concordia Amburgo       | 2 - 2 (dts) | Hammer SpVg           |
| 30.08.1980              |             |                       |
| Darmstadt               | 10 - 0      | Hemmersdorf           |
| Lauda                   | 1 - 2 (dts) | Oldenburg             |
| Würges                  | 2 - 0       | Ottering              |
| Schalke 04              | 2 - 5       | Bayer Uerdingen       |
| Amburgo                 | 11 - 1      | Wormatia Worms        |
| Stoccarda               | 4 - 0       | Fortuna Colonia       |
| Borussia M'gladbach     | 7 - 3       | OSV Hannover          |
| Gaggenau                | 0 - 3       | Eintracht Francoforte |
| Emsdetten               | 0 - 6       | Colonia               |
| 1. FC Viersen           | 2 - 2 (dts) | Karlsruhe             |
| Bramfelder SV           | 2 - 8       | Bayer Leverkusen      |
| Bochum                  | 4 - 1       | SV Wilhelmshaven      |
| Eintracht Treviri       | 0 - 1       | Fortuna Düsseldorf    |
| Hertha Berlino          | 3 - 1       | Holstein Kiel         |
| Werder Brema            | 6 - 3 (dts) | Viktoria Colonia      |
| Alemannia Aquisgrana    | 3 - 0       | Eppingen              |
| Rot-Weiss Essen         | 7 - 2       | VfR Neuss             |
| Blau-Weiss Niederembt   | 1 - 4 (dts) | Preußen Münster       |
| FSV Francoforte         | 3 - 1       | Röchling Völklingen   |
| Herford                 | 3 - 0       | Eintracht Nordhorn    |
| Eintracht Braunschweig  | 4 - 1       | Fürstenfeldbruck      |
| Friburgo                | 4 - 2       | Bremer SV             |
| Homburg                 | 3 - 0       | Limburgerhof          |
| TuS Neuendorf           | 3 - 4 (dts) | Egelsbach             |
| Klafeld-Geisweid        | 1 - 2       | Rot-Weiss Francoforte |
| Rot-Weiß Niebüll        | 3 - 2       | E. Braunschweig II    |
| Bünder SV               | 2 - 0       | Ludwigshafen          |
| Langerwehe              | 5 - 0       | SV Rot                |
| Ansbach                 | 1 - 0       | Pfaffenhofen/Ilm      |
| Gersthofen              | 0 - 1       | OSC Bremerhaven       |
| SG 05 Pirmasens         | 0 - 8       | Monaco 1860           |
| Borussia Neunkirchen    | 1 - 1 (dts) | Bayreuth              |
| Plön                    | 0 - 3       | Saarbrücken           |
| Arminia Hannover        | 2 - 1       | Erkenschwick          |
| Moselfeuer Lehmen       | 1 - 15      | Kickers Offenbach     |
| Sportfreunde Eisbachtal | 1 - 3       | Wattenscheid 09       |
| Buchonia Flieden        | 1 - 4       | Ingolstadt-Ringsee    |
| VfB 03 Bielefeld        | 1 - 3       | Friedrichshafen       |
| Fürth                   | 1 - 1 (dts) | Norimberga            |
| Heilbronn               | 0 - 3       | Kaiserslautern        |
| Pliezhausen             | 0 - 3       | Ulma                  |
| Wanne-Eickel            | 1 - 3       | Frechen               |
| Kickers Würzburg        | 2 - 1 (dts) | Hirschaid             |
| Waldhof Mannheim        | 8 - 0       | Harburg               |
| Augusta                 | 2 - 0       | Wuppertal             |
| 31.08.1980              |             |                       |
| Schwarz-Weiß Essen      | 6 - 0       | Neureut               |
| Burglengenfeld          | 2 - 3       | VfB Wissen            |
| RW Oberhausen           | 1 - 0       | Offenburger           |
| TuS Celle               | 0 - 0 (dts) | Union Solingen        |
| Röttenbach              | 2 - 4       | Hessen Kassel         |
| Freiburger              | 3 - 1       | Bottrop               |
| Dudweiler               | 0 - 1       | FV Würzburg 04        |
| Blumenthaler SV         | 0 - 2       | Pfullendorf           |
| Atlas Delmenhorst       | 6 - 2       | Blau-Weiß Wesselburen |
| Siegburger SV           | 2 - 1       | BFC Preussen          |
| Osnabrück               | 2 - 0 (dts) | TeBe Berlino          |
| Kickers Stoccarda       | 2 - 0       | Rot-Weiss Lüdenscheid |
| Magonza                 | 3 - 2       | MTV Ingolstadt        |
| OLI Bürstadt            | 4 - 1 (dts) | Dillenburg            |

### Ripetizioni
| Squadra 1      | Risultato | Squadra 2            |
| -------------- | --------- | -------------------- |
| 16.09.1980     |           |                      |
| Bayreuth       | 2 - 1     | Borussia Neunkirchen |
| 23.09.1980     |           |                      |
| Union Solingen | 5 - 0     | TuS Celle            |
| Hammer SpVg    | 3 - 2     | Concordia Amburgo    |
| Karlsruhe      | 2 - 1     | 1. FC Viersen        |
| 24.09.1980     |           |                      |
| Norimberga     | 3 - 0     | Fürth                |

## Secondo turno
| Squadra 1              | Risultato   | Squadra 2             |
| ---------------------- | ----------- | --------------------- |
| 03.10.1980             |             |                       |
| Bayer Uerdingen        | 4 - 1       | Wattenscheid 09       |
| Hannover 96            | 5 - 5 (dts) | Werder Brema          |
| Eintracht Braunschweig | 3 - 1       | Preußen Münster       |
| Hertha Berlino         | 4 - 1       | FV Würzburg 04        |
| Bochum                 | 5 - 1       | Rot-Weiss Essen       |
| Kickers Offenbach      | 5 - 2       | Bayer Leverkusen      |
| 04.10.1980             |             |                       |
| Rot-Weiß Niebüll       | 0 - 4       | Schwarz-Weiß Essen    |
| Bayreuth               | 1 - 3       | Stoccarda             |
| Kickers Würzburg       | 0 - 2       | Fortuna Düsseldorf    |
| Langerwehe             | 1 - 7       | Borussia M'gladbach   |
| Homburg                | 0 - 1       | Oldenburg             |
| Darmstadt              | 4 - 1       | OLI Bürstadt          |
| Ulma                   | 1 - 0       | Herford               |
| OSC Bremerhaven        | 0 - 2       | Würges                |
| Bünder SV              | 3 - 1       | Frechen               |
| Borussia Dortmund      | 3 - 1       | Monaco 1860           |
| Colonia                | 1 - 1 (dts) | Friburgo              |
| Bayern Monaco          | 4 - 2       | Waldhof Mannheim      |
| Karlsruhe              | 1 - 1 (dts) | Alemannia Aquisgrana  |
| Eintracht Francoforte  | 6 - 0       | Friedrichshafen       |
| Saarbrücken            | 2 - 2 (dts) | Freiburger            |
| Kickers Stoccarda      | 13 - 0      | Ansbach               |
| Union Solingen         | 1 - 2       | Rot-Weiss Francoforte |
| Augusta                | 2 - 0       | Magonza               |
| VfB Wissen             | 1 - 7       | Osnabrück             |
| Pfullendorf            | 0 - 1       | Siegburger SV         |
| Hessen Kassel          | 4 - 0       | Hammer SpVg           |
| 05.10.1980             |             |                       |
| Ingolstadt-Ringsee     | 1 - 3       | Norimberga            |
| FSV Francoforte        | 2 - 0       | Duisburg              |
| Arminia Hannover       | 3 - 7       | Amburgo               |
| Egelsbach              | 1 - 3       | Kaiserslautern        |
| Atlas Delmenhorst      | 1 - 0       | RW Oberhausen         |

### Ripetizioni
| Squadra 1            | Risultato | Squadra 2   |
| -------------------- | --------- | ----------- |
| 28.10.1980           |           |             |
| Werder Brema         | 1 - 0     | Hannover 96 |
| Freiburger           | 3 - 1     | Saarbrücken |
| Alemannia Aquisgrana | 1 - 0     | Karlsruhe   |
| 05.11.1980           |           |             |
| Friburgo             | 3 - 1     | Colonia     |

## Terzo turno
| Squadra 1              | Risultato   | Squadra 2             |
| ---------------------- | ----------- | --------------------- |
| 22.11.1980             |             |                       |
| Siegburger SV          | 1 - 2 (dts) | Oldenburg             |
| Bünder SV              | 1 - 7       | Borussia M'gladbach   |
| Würges                 | 0 - 1       | Osnabrück             |
| Schwarz-Weiß Essen     | 1 - 2       | Bayer Uerdingen       |
| Friburgo               | 2 - 1 (dts) | Hessen Kassel         |
| Augusta                | 1 - 3       | Werder Brema          |
| Kaiserslautern         | 2 - 1       | Bayern Monaco         |
| Stoccarda              | 2 - 0       | Norimberga            |
| Fortuna Düsseldorf     | 3 - 0       | Borussia Dortmund     |
| Eintracht Francoforte  | 3 - 0       | Ulma                  |
| Eintracht Braunschweig | 3 - 2       | Kickers Stoccarda     |
| Hertha Berlino         | 4 - 1       | Darmstadt             |
| Alemannia Aquisgrana   | 5 - 2       | Freiburger            |
| Amburgo                | 11 - 0      | Rot-Weiss Francoforte |
| Kickers Offenbach      | 1 - 1 (dts) | Atlas Delmenhorst     |
| 23.11.1980             |             |                       |
| FSV Francoforte        | 1 - 2       | Bochum                |

### Ripetizione
| Squadra 1         | Risultato | Squadra 2         |
| ----------------- | --------- | ----------------- |
| 20.12.1980        |           |                   |
| Atlas Delmenhorst | 2 - 1     | Kickers Offenbach |

## Ottavi di finale
| Squadra 1              | Risultato | Squadra 2             |
| ---------------------- | --------- | --------------------- |
| 31.01.1981             |           |                       |
| Oldenburg              | 4 - 5     | Eintracht Francoforte |
| Amburgo                | 4 - 1     | Bochum                |
| Fortuna Düsseldorf     | 2 - 0     | Werder Brema          |
| Osnabrück              | 1 - 3     | Stoccarda             |
| Borussia M'gladbach    | 6 - 1     | Atlas Delmenhorst     |
| 03.02.1981             |           |                       |
| Eintracht Braunschweig | 1 - 0     | Friburgo              |
| 10.02.1981             |           |                       |
| Hertha Berlino         | 5 - 1     | Bayer Uerdingen       |
| Kaiserslautern         | 3 - 0     | Alemannia Aquisgrana  |

## Quarti di finale
| Squadra 1              | Risultato   | Squadra 2           |
| ---------------------- | ----------- | ------------------- |
| 28.02.1981             |             |                     |
| Hertha Berlino         | 2 - 1       | Fortuna Düsseldorf  |
| Eintracht Braunschweig | 4 - 3 (dts) | Amburgo             |
| Kaiserslautern         | 3 - 1       | Borussia M'gladbach |
| Eintracht Francoforte  | 2 - 1       | Stoccarda           |

## Semifinali
| Squadra 1             | Risultato | Squadra 2              |
| --------------------- | --------- | ---------------------- |
| 04.04.1981            |           |                        |
| Eintracht Francoforte | 1 - 0     | Hertha Berlino         |
| Kaiserslautern        | 3 - 2     | Eintracht Braunschweig |

## Finale
| Squadra 1             | Risultato | Squadra 2      |
| --------------------- | --------- | -------------- |
| 02.05.1981            |           |                |
| Eintracht Francoforte | 3 - 1     | Kaiserslautern |

| Arbitro: | Horst Joos (Stoccarda) |

|                                    |           |          |
| Neuberger 38’ Borchers 40’ Cha 64’ | Marcatori | 90’ Geye |

| EINTRACHT FRANKFURT: |               |                          |                                 |
|                      |               |                          |                                 |
| GK                   |               | Jürgen Pahl              |                                 |
| DF                   |               | Bruno Pezzey             |                                 |
| DF                   |               | Michael Sziedat          |                                 |
| DF                   |               | Karl-Heinz Körbel (cap.) |                                 |
| DF                   |               | Willi Neuberger          |                                 |
| MF                   |               | Werner Lorant            |                                 |
| MF                   |               | Ronald Borchers          |                                 |
| MF                   |               | Norbert Nachtweih        |                                 |
| MF                   |               | Bernd Nickel             |                                 |
| FW                   |               | Bernd Hölzenbein         |                                 |
| FW                   |               | Cha Bum-Kun              |                                 |
| sostituzioni:        | sostituzioni: | sostituzioni:            | Nessuna sostituzione effettuata |
| Allenatore:          |               |                          |                                 |
| Lothar Buchmann      |               |                          |                                 |

| 1. FC KAISERSLAUTERN: |               |                    |                                 |
|                       |               |                    |                                 |
| GK                    |               | Ronnie Hellström   |                                 |
| DF                    |               | Hans-Günter Neues  |                                 |
| DF                    |               | Wolfgang Wolf      |                                 |
| DF                    |               | Michael Dusek      |                                 |
| DF                    |               | Hans-Peter Briegel |                                 |
| MF                    |               | Werner Melzer      |                                 |
| MF                    |               | Friedhelm Funkel   |                                 |
| MF                    |               | Hannes Bongartz    |                                 |
| FW                    |               | Reiner Geye        |                                 |
| FW                    |               | Benny Wendt        |                                 |
| FW                    |               | Erhard Hofeditz    |                                 |
| sostituzioni:         | sostituzioni: | sostituzioni:      | Nessuna sostituzione effettuata |
| Allenatore:           |               |                    |                                 |
| Karl-Heinz Feldkamp   |               |                    |                                 |

Eintracht Frankfurt
(3º successo)